# Liste der Stolpersteine in Dieburg
Die Liste der Stolpersteine in Dieburg enthält die Stolpersteine, die im Rahmen des gleichnamigen Kunst-Projekts von Gunter Demnig in Dieburg verlegt wurden. Mit ihnen soll an die Opfer des Nationalsozialismus erinnert werden, die in Dieburg lebten und wirkten.

## Liste der Stolpersteine
| Name         | Adresse                 | Bild | Inschrift                                                                          | Verlegedatum  | Biografie und Anmerkungen |
| ------------ | ----------------------- | ---- | ---------------------------------------------------------------------------------- | ------------- | ------------------------- |
| Max Lorch    | Frankfurter Straße 15 · |      | Hier wohnte Max Lorch Jg. 1883 deportiert 20.3.1942 ermordet in Majdanek           | 12. Okt. 2009 |                           |
| Sigrid Lorch | Frankfurter Straße 15 · |      | Hier wohnte Sigrid Lorch Jg. 1923 deportiert 20.3.1942 ermordet in Majdanek        | 12. Okt. 2009 |                           |
| Ida Lorch    | Frankfurter Straße 15 · |      | Hier wohnte Ida Lorch geb. Wolf Jg. 1892 deportiert 20.3.1942 ermordet in Majdanek | 12. Okt. 2009 |                           |